# 英家起义
英家武装起义又称英家起义，指1947年6月5日，发生在广西省钟山县英家乡的共产党武装人员武装反对国民政府的暴力事件。此事件为广西在第二次国共内战时期中国共产党武装反对国民政府统治的肇始。

## 背景
1925年，在上海求学的钟山籍学生廖祥勋从上海回到钟山开展地下革命活动，在家乡燕塘镇玉坡村创办“平民夜校”和“玉成小学”，宣传共产党思想。廖因此成为钟山县第一位中国共产党员。
1935年10月，湖南籍中共党员陈学仁到钟山县英家乡，发展张赞周、朱维新等加入中国共产党，并建立钟山县第一个基层党组织——中共英家支部。
1941年8月，经中共广西省工委批准，英家支部升格为英家特别支部，隶属省工委直接领导，并分设英家支部、英家农村支部。1942年7月9日，在桂林的中共广西省工委遭破坏，省工委书记钱兴组织全省党组织和党员转移到农村，10月，省工委转移到钟山县英家乡。
1947年4月11日至18日，中共广西省工委在广西横县陶圩乡六秀村召开各地区主要负责干部会议，会议讨论了当前的政治形势和党的斗争方针，总结1942年桂林“七·九”事件以来广西共产党开展的工作，并研究如何发动武装起义，开展武装斗争。会上省工委书记钱兴作了《一切为着准备武装起义而斗争》的政治报告，制定了“积极准备武装起义，广泛发动游击战争，创建游击根据地，摧毁反动政权，建立新解放区”的总任务、总方针。

## 经过
1947年6月5日傍晚，以成立“农民福利会”的名义，吴赞之、孙忆冬、姚大年、张赞周等50多名中共武装人员和300多名村民，在油榨垌村的白岩塘泉公庙集结。晚上9时，吴赞之站到神台上宣布举行武装起义。接着武装队员分为3个中队，分别在中队长罗玉坚、曾昭柱、何铎贤的带领下，以左臂系白毛巾为标志，向英家乡公所和英家粮仓进发。晚10时，由孙忆冬率领的武装队员包围英家乡公所，解除了乡公所自卫队的武装，俘虏了乡长陈智训。另一路由姚大年率领的武装队员则制服英家粮仓守仓人员，占领了英家粮仓。两个预定的攻击目标在不费一枪一弹中被占领。起义结束后统计，共缴得步枪九支，手枪三支，子弹二百六十多发，电话机一部，开仓分粮三千多担。同时中共武装人员还烧毁了乡公所档案、公文信件及英家乡公所的牌子。
对于英家乡公所的自卫队员和普通职员，经河南省籍中共党员孙忆冬训话和教育后，予以释放。
6月6日下午，国民政府钟山县县长谢中天派自卫队100余人到英家进行镇压，400余名群众被关押。起义队伍被迫进行转移。起义领导人吴赞之、张赞周等人分别转移到桂东各地和广东西江游击区。

## 影响
中共英家特别支部组织和发动的英家武装起义，打响了中共广西省工委横县会议后，中共广西地下党武装反对国民政府的第一枪，揭开了第二次国共内战时期广西各地武装暴动的序幕。

## 纪念

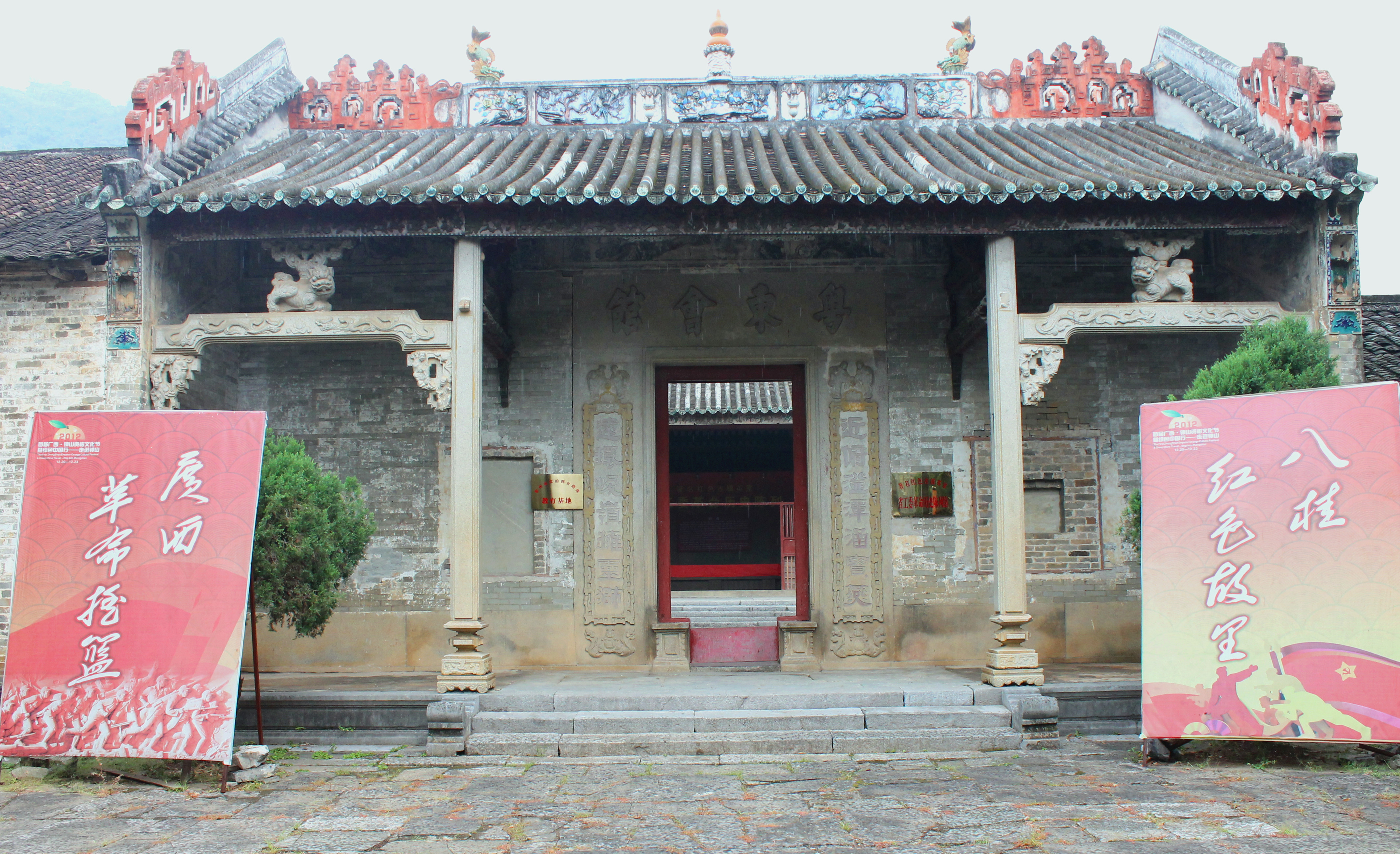
英家武装起义旧址—英家粤东会馆

- 2000年，英家粤东会馆被广西壮族自治区人民政府公布为第五批广西壮族自治区文物保护单位。2006年12月，钟山英家起义地址被命名为广西壮族自治区爱国主义教育基地。[7]
- 2012年6月5日，广西壮族自治区钟山县举行纪念中共广西省工委转移钟山70周年暨英家武装起义65周年。[8][2]